# عندما تغيب الزوجات (فلم)
عندما تغيب الزوجات، فيلم كوميدي سوري للثنائي دريد ونهاد عام 1975.

## قصة الفيلم
غوار موظف له عملان، فهو في النهار حارس للشاطئ، وفي الليل يعمل نحاتا، يسكن مع صديقه حسنى، يعانى الاثنان أن زوجتيهما على سفر دائم، تخطط إحدى العصابات لسرقة تمثال من المتحف الذي يعمل به غوار، توكل العصابة إلى فتاتين جميلتين أن تتلصصا على غوار، فتسكنان في شقة مقابلة لشقته، وتحتالات عليه وعلى حسنى أنهما واقعتان في غرامه، ثم تستميلانهما حتى يساعدهما غوار في سرقة التمثال، وتنطلق الفتاتان نحو المطار، وهناك يتم القبض عليهما، حيث إن غوار وحسنى قاما بالإبلاغ عنهما، يتم القبض على العصابة، حين تعرف الزوجتان بالأمر، تقرران عندم الغياب.

## طاقم العمل
تمثيل
- دريد لحام: غوار.
- نهاد قلعي: حسني.
- إيمان (ليز سركيسيان): سوزي.
- مورييل مونتوسه: إلين.
- عبد اللطيف فتحي: شوكت.
- نجاح حفيظ: فطوم.
- طوني موسى
- محمد العقاد: النقيب قاسم.
- أحمد الخير
- رجاء طرقجي
- محمد الشماط

تأليف
- فارس يواكيم: قصة وسيناريو وحوار.

إخراج
- مروان عكاوي: مخرج.
- زهير ديوب: مساعد مخرج.

إنتاج
- عادل قوادري
- طالب لقيس
- نادر الأتاسي
- عبد القادر الفحل
- ستوديو سيريا فيلم[2]